# Нью-Полц (Нью-Йорк)
Нью-Полц (англ. New Paltz) — місто (англ. town) в США, в окрузі Ольстер штату Нью-Йорк. Населення — 14 407 осіб (2020).

## Демографія
Згідно з переписом 2010 року, у місті мешкали 14 003 особи в 4515 домогосподарствах у складі 2381 родини. Було 4877 помешкань
Расовий склад населення:
| - 84,7 % — білих - 5,3 % — чорних або афроамериканців - 4,4 % — азіатів - 0,3 % — корінних американців - 2,5 % — осіб інших рас |

До двох чи більше рас належало 2,8 %. Частка іспаномовних становила 8,8 % від усіх жителів.
За віковим діапазоном населення розподілялося таким чином: 14,2 % — особи молодші 18 років, 75,1 % — особи у віці 18—64 років, 10,7 % — особи у віці 65 років та старші. Медіана віку мешканця становила 25,3 року. На 100 осіб жіночої статі у місті припадало 83,9 чоловіків;  на 100 жінок у віці від 18 років та старших — 80,2 чоловіків також старших 18 років.
Середній дохід на одне домашнє господарство  становив 89 100 доларів США (медіана — 71 806), а середній дохід на одну сім'ю — 120 754 долари (медіана — 101 000). Медіана доходів становила 64 099 доларів для чоловіків та 52 500 доларів для жінок. За межею бідності перебувало 16,1 % осіб, у тому числі 5,5 % дітей у віці до 18 років та 0,9 % осіб у віці 65 років та старших.
Цивільне працевлаштоване населення становило 6365 осіб. Основні галузі зайнятості: освіта, охорона здоров'я та соціальна допомога — 34,5 %, мистецтво, розваги та відпочинок — 17,3 %, роздрібна торгівля — 14,1 %.